# Bibán
Bibán es una localidad española actualmente perteneciente al municipio de Boltaña, en la provincia de Huesca. Pertenece a la comarca del Sobrarbe, en la comunidad autónoma de Aragón.
Actualmente su estado es ruinoso, e invadido por la vegetación. Lugar de la Honor de Matidero, y formado por tres casas: Allué, Escartina y Nasarre, esta última excelente ejemplo de torre fuerte del siglo XVI.
- Datos: Q3572637